# やわ男とカタ子
『やわ男とカタ子』（やわおとカタこ）は、長田亜弓による日本の漫画作品。『FEEL YOUNG』（祥伝社）にて、2017年5月号より連載中。
自分に自信がない「こじらせ喪女」が合コンで出会ったおせっかいオネエの力を借り、喪女脱却を目指すラブコメディ。
2023年8月より、テレビ東京系列にてテレビドラマが放送された。

## 登場人物
片桐 藤子（かたぎり ふじこ）
自分に自信がない「こじらせ喪女」。
小柳 睦夫
ハイスペックイケメンのおせっかいなオネエ。弁護士。

## 書誌情報
- 長田亜弓『やわ男とカタ子』 祥伝社〈FEEL COMICS swing〉、既刊11巻（2025年7月8日現在）
  1. 2018年4月7日発売[4]、ISBN 978-4-396-76731-0
  2. 2019年2月8日発売[5]、ISBN 978-4-396-76760-0
  3. 2019年7月8日発売[6]、ISBN 978-4-396-76766-2
  4. 2020年3月6日発売[7]、ISBN 978-4-396-76786-0
  5. 2020年10月8日発売[8]、ISBN 978-4-396-76806-5
  6. 2021年7月8日発売[9]、ISBN 978-4-396-76825-6
  7. 2022年4月8日発売[10]、ISBN 978-4-396-76852-2
  8. 2023年4月7日発売[11]、ISBN 978-4-396-76880-5
  9. 2023年12月8日発売[12]、ISBN 978-4-396-75036-7
  10. 2024年10月8日発売[13]、ISBN 978-4-396-75057-2
  11. 2025年7月8日発売[14]、ISBN 978-4-396-75076-3

## テレビドラマ
2023年8月7日から9月25日まで、テレビ東京系列の「ドラマプレミア23」枠にて放送された。主演は三浦翔平。

### キャスト

#### 主要人物
小柳睦夫
演 - 三浦翔平（14年前：内田蓮）
ハイスペックイケメンのおせっかいなオネエ弁護士。
片桐藤子
演 - 松井玲奈（幼少期：岡田六花）
自分に自信がない「こじらせ喪女」。

#### 周辺人物
加藤久美
演 - 谷まりあ
藤子の友人で、彼女にとっての憧れの存在。
小野きよ香
演 - 筧美和子
オフ会で知り合った藤子同様に「喪女」の女性。ハンドルネームはもじょ丸。
澤勇気
演 - 落合モトキ
睦夫の友人。藤子に惹かれていく。
ママ
演 - 皆川猿時
睦夫が行きつけのバーのママ。
西村愛（にしむら あい）
演 - 山下リオ（14年前：田中海凪）
小柳の高校時代の元彼女。小柳の一学年上。
バーの常連客
演 - バブリーナ
ぷにえ
演 - 百瀬さつき
もじょ丸のオフ会仲間。
ふわ蔵
演 - 土路生優里
もじょ丸のオフ会仲間。
片桐松太（かたぎり しょうた）
演 - 小林亮太（幼少期：高木波瑠）
藤子の弟。
片桐えみこ（かたぎり えみこ）
演 - ゆいかれん
松太の妻。

### スタッフ
- 原作 - 長田亜弓『やわ男とカタ子』（祥伝社フィールコミックス）[3]
- 脚本 - 阿相クミコ、青塚美穂、阿部沙耶佳[3]
- 音楽 - 小山絵里奈[16]
- オープニングテーマ - トンボコープ「過呼吸愛」（SKID ZERO）[17]
- エンディングテーマ - 野田愛実「yourself」（avex trax）[17]
- LGBTQ監修 - 溝口彰子
- 監督 - 瀬野尾一、上田迅、頃安祐良[3]
- チーフプロデューサー - 森田昇（テレビ東京）[3]
- プロデューサー - 木下真梨子（テレビ東京）、渡邊竜（松竹）、足立弘平（松竹）、並川弥央（松竹）[16]
- 制作 - テレビ東京、松竹[3]
- 製作著作 - 「やわ男とカタ子」製作委員会[3]

### 放送日程
| 話数   | 放送日  | ラテ欄                                                    | 脚本       | 監督     |
| ------ | ------- | --------------------------------------------------------- | ---------- | -------- |
| 第1話  | 8月07日 | 性格ブスだからよ! モテないアラサー女子 美形オネエが喝ッ!  | 阿相クミコ | 瀬野尾一 |
| 第2話  | 8月14日 | "普通"の恋って何 デートに元カノ登場!? 迷走アラサー初告白  | 阿相クミコ | 瀬野尾一 |
| 第3話  | 8月21日 | 何があっても味方よ 私が好きなのは誰か…? アラサー涙の決意! | 阿相クミコ | 上田迅   |
| 第4話  | 8月28日 | キス練習で恋が進展 秘密練習に深まる関係 弟登場…涙の結末!? | 青塚美穂   | 上田迅   |
| 第5話  | 9月04日 | 恋の仕方教えて…! リア充BBQで大暴走 新たな出会いは不倫     | 阿部沙耶佳 | 瀬野尾一 |
| 第6話  | 9月11日 | 私、不倫します…! 爆弾発言で関係解消!? 怒りのデート乱入!   | 頃安祐良   | 頃安祐良 |
| 第7話  | 9月18日 | 私、恋してる…!? 涙の決意と大変身                          | 阿部沙耶佳 | 頃安祐良 |
| 最終話 | 9月25日 | ついに告白!? 揺れる恋 二人が見つけた"特別"                | 青塚美穂   | 頃安祐良 |

### 放送局
| 放送期間               | 放送時間           | 放送局         | 対象地域       | 備考   |
| ---------------------- | ------------------ | -------------- | -------------- | ------ |
| 2023年8月7日 - 9月25日 | 月曜 23:06 - 23:55 | テレビ東京     | 関東広域圏     | 製作局 |
|                        |                    | テレビ北海道   | 北海道         |        |
|                        |                    | テレビ愛知     | 愛知県         |        |
|                        |                    | テレビ大阪     | 大阪府         |        |
|                        |                    | テレビせとうち | 岡山県・香川県 |        |
|                        |                    | TVQ九州放送    | 福岡県         |        |
|                        |                    | びわ湖放送     | 滋賀県         | [ 20 ] |

### ネット配信
| 配信開始月 | 配信サイト     | 配信料金     | 備考           |
| ---------- | -------------- | ------------ | -------------- |
| 2023年8月  | ネットもテレ東 | 広告付き無料 | 見逃し配信     |
| 2023年8月  | TVer           | 広告付き無料 | 見逃し配信     |
| 2023年8月  | U-NEXT         | 定額制有料   | 独占見放題配信 |
| 2023年8月  | Lemino         | 定額制有料   | 独占見放題配信 |

| テレビ東京系列 ドラマプレミア23            | テレビ東京系列 ドラマプレミア23           | テレビ東京系列 ドラマプレミア23                   |
| 前番組                                     | 番組名                                    | 次番組                                            |
| ------------------------------------------ | ----------------------------------------- | ------------------------------------------------- |
| さらば、佳き日 （2023年6月12日 - 7月31日） | やわ男とカタ子 （2023年8月7日 - 9月25日） | けむたい姉とずるい妹 （2023年10月9日 - 11月27日） |